# Manfred Landfester
Manfred Landfester (* 4. April 1937 in Wuppertal; † 6. Februar 2024) war ein deutscher Klassischer Philologe. Seit 1980 war er ordentlicher Professor für Griechische Philologie.

## Leben
Manfred Landfester, Sohn von Grete Landfester, geborene Zatryb, und des Polizeibeamten Wilhelm Landfester, studierte von 1957 bis 1964 an den Universitäten Freiburg, Bonn und Tübingen Klassische Philologie, Geschichte, Philosophie und Pädagogik. Er legte 1963/1964 in Tübingen das Lehramtsexamen an Gymnasien für die Fächer Griechisch, Latein und Geschichte ab. 1963 wurde er in Tübingen mit der Dissertation Das griechische Nomen ‚philos’ und seine Ableitungen um Doktor der Philosophie promoviert.
Von 1963 bis 1971 war er Wissenschaftlicher Assistent an der Ruhr-Universität Bochum. Die Venia legendi für Klassische Philologie erhielt er 1970 nach der 1969 in Bochum erfolgten Habilitation. Dort war er von 1971 bis 1980 als Dozent und dann als außerplanmäßiger Professor tätig. 1977 publizierte er Handlungsverlauf und Komik in der Komödie des Aristophanes. Einen Ruf an die Universität Utrecht lehnte er 1980 ab. Im selben Jahr wurde er Vorstandsmitglied der Mommsen-Gesellschaft. Von 1980 bis 2002 hatte er eine Professur für Klassische Philologie (Griechische Philologie) an der Justus-Liebig-Universität Gießen inne. Manfred Landfester war evangelisch, hatte 1967 Heidi Flume geheiratet und hatte drei Kinder. Er wohnte in Wetzlar-Dutenhofen. Seit 2002 war er emeritiert. Seine Nachfolge übernahm Peter von Möllendorff.

## Forschung
Landfester war Mitglied des Bochumer Sonderforschungsbereichs 119 „Wissen und Gesellschaft im 19. Jh.“ (1979–1984) und des Gießener Sonderforschungsbereichs 434 „Erinnerungskulturen“ (1997–2005). Von 1993 bis 1995 war er Vizepräsident der Justus-Liebig-Universität Gießen. Seit 1997 gehörte er zu den Herausgebern des Neuen Pauly, einer Enzyklopädie der Antike.
Zu seinen Forschungsschwerpunkten gehörten die griechische Tragödie und Komödie, der griechische Roman, die antike Ethnographie, die griechischen und lateinischen Literatursprachen sowie die Rezeptions- und Wissenschaftsgeschichte der Antike von der Renaissance bis in die Gegenwart (u. a. Johann Joachim Winckelmann, Wilhelm von Humboldt, Carl Jacob Burckhardt, Friedrich Nietzsche, Ulrich von Wilamowitz-Moellendorff, Stefan George, Werner Jaeger).

## Herausgeberschaften
- zusammen mit Hubert Cancik und Helmuth Schneider: Der Neue Pauly. Enzyklopädie der Antike, Sonderausgabe. Wissenschaftliche Buchgesellschaft, Darmstadt 2015, ISBN 978-3-534-26764-4 (18 Bände, 1 Registerband, inkl. Zusatzband Historischer Atlas der Antiken Welt)